# Бланше, Шарль
Шарль Бланше (фр. Charles Blanchet; 7 апреля 1833, Лозанна — 10 февраля 1900, Лозанна) — швейцарский органист. Отец Эмиля Робера Бланше.
Окончил Лейпцигскую консерваторию, ученик Игнаца Мошелеса (фортепиано) и Морица Гауптмана. В 1861 г. вошёл в число преподавателей новосозданной Лозаннской консерватории и работал в ней до 1867 г. В дальнейшем преподавал частным образом, среди его учеников Рудольф Ганц.
В 1866—1897 гг. органист Церкви Святого Франциска в Лозанне, концертировал по всему кантону Во, выступал как эксперт по органному строительству. В 1896 г. входил в комиссию по настройке лозаннских колоколов.